# Tetragonia reduplicata
Tetragonia reduplicata là một loài thực vật có hoa trong họ Phiên hạnh. Loài này được Welw. ex Oliv. miêu tả khoa học đầu tiên năm 1871.